# Европейское агентство морской безопасности
Европейское агентство морской безопасности — агентство Европейского союза, занимающееся предотвращением морских аварий, загрязнений воды из-за работы судов и гибели людей на море путём содействия исполнению соответствующего законодательства ЕС. Его штаб-квартира находится в Лиссабоне.

## История

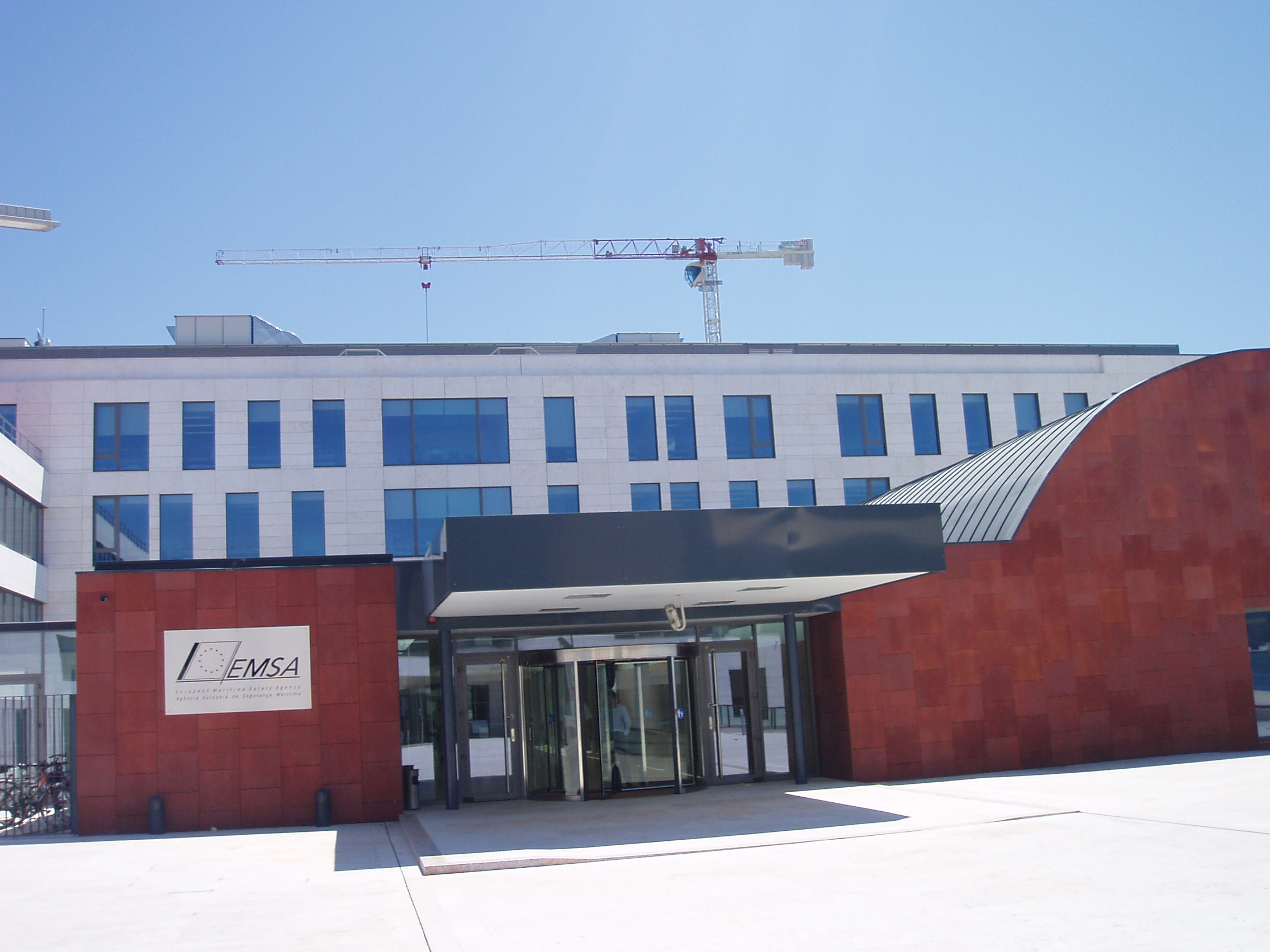
Новое здание агентства в Лиссабоне

Европейское агентство морской безопасности было основано в 2002 году, после того как ЕС в связи с крупными катастрофами в европейских водах, такими как трагедия парома Эстония и нефтяного танкера Эрика, принял несколько пакетов законодательных актов, касающихся морской безопасности. Было отмечено, что специализированному техническому агентству необходимо рассмотреть исполнение этого законодательства и помочь в его осуществлении. Создание агентства было закреплено в Регламенте Европейского парламента и Совета № 1406/2002 от 27 июня 2002 г.
Штаб агентства расположен в Лиссабоне, и в июне 2009 году он переехал в новое, специально построенное здание в центре города.

## Задачи
Европейское агентство морской безопасности имеет следующие цели и задачи:
- Помогать Европейской комиссии в разработке законов в области предотвращения загрязнения воды с судов и морской безопасности;
- Содействовать комиссии в эффективной реализации законодательства ЕС по безопасности на море, в частности мониторинг общего функционирования европейского портового контрольного режима;
- Организовать мероприятия по подготовке кадров, разработке технических решений и по оказанию технической помощи, связанной с осуществлением законодательства ЕС;
- Помогать разрабатывать общие методики расследования происшествий на воде;
- Способствовать улучшению выявления и преследования судов, совершающих незаконные действия;

Исполняя свои задачи, агентство тесно взаимодействует с морскими службами государств-членов.

## Структура
Структура агентства:
- Административный совет состоит из представителей от всех государств, входящих в ЕС, а также от Исландии, Норвегии; четырех представителей от Еврокомиссии и четырех человек из различных секторов морской отрасли. Последние не имеют права голоса. Административный совет наблюдает за работой агентства и исполнительного директора. Совет утверждает бюджет и следит за его исполнением, принимает финансовые правила и рабочую программу агентства, рассматривает просьбы со стороны государств-членов об оказании технической помощи. Также Административный совет избирает исполнительного директора. До конца апреля каждого года совет должен создать отчет за предыдущий год и направить его государствам-членам и европейским органам власти. Совет принимает решения двумя третями голосов;
- Агентство управляется исполнительным директором. Исполнительный директор подготавливает рабочую программу и направляет её на утверждение в Административный совет. Также он должен подготовить предварительный отчет за прошедший год, который направляет в совет. Исполнительный директор агентства назначается Административным советом на основании заслуг и административных и управленческих навыков. Для избрания достаточно четыре пятых голосов всех членов, обладающих правом голоса. Увольнения исполнительного директора проходит по той же процедуре. Еврокомиссия может предлагать кандидатов на должность директора. Срок работы исполнительного директора — 5 лет. Один человек может занимать должность два срока. В настоящее время исполнительным директором является Маркку Мюллю (Markku Mylly).

Штат агентства — чуть менее 200 человек.
В 2008 бюджет агентства был 50 млн евро, из которых одна треть, 18 млн, потрачена на проблемы загрязнения.